# Felix Dietrich
Friedrich Felix Dietrich (* 27. Januar 1874 in Leipzig; † 25. April 1938 in Gautzsch bei Leipzig) war ein deutscher Verleger von Bibliographien und Büchern.

## Leben
Dietrich besuchte die städtische Realschule in Leipzig und begann nach der Reifeprüfung 1890 eine Lehre als Buchhändler. Nach seiner Tätigkeit in den Jahren 1893 bis 1897 als Buchhandelsgehilfe in Paris und London wurde er 1897 selbstständiger Verleger sowie Begründer und Herausgeber einer internationalen Bibliografie von Zeitschriftenaufsätzen, einem Verzeichnis der Autorenbeiträge in wissenschaftlichen Zeitschriften, unter Schlagwörtern von A bis Z geordnet, periodisch erscheinend. Nach der Erweiterung dieses Hilfsmittels für das wissenschaftliche Arbeiten auch auf nichtdeutschsprachige Periodika erfolgte eine Verbreitung dieser wissenschaftlich redigierten (bearbeiteten) Bibliografie weltweit.
Zusätzlich veröffentlichte Dietrich eine Schriftenreihe, die Verständnis für die staatlichen Verfassungsrechte des Bürgers seiner Zeit zu wecken suchte.

## Werk
Unter Mitwirkung der Universitätsbibliotheken Leipzig und Halle begann Felix Dietrich im Dezember 1897 mit der Herausgabe der Bibliografie der deutschen Zeitschriften-Literatur, Berichtsjahr 1896, bei Auswertung anfangs von etwa 275 Monatszeitschriften aller Wissensgebiete. Die Erhebung der Verfassernamen mit den Aufsatzüberschriften und den Zeitschriftendaten auf Karteizetteln erfolgte durch freie, entsprechend qualifizierte Mitarbeiter.
Der Vertrieb richtete sich von Anbeginn an wissenschaftliche Bibliotheken der ganzen Welt. 1911 war das Gesamtwerk Dietrichs anerkannt.
1901 folgte die Bibliografie der Rezensionen (Berichtsjahr 1900) und 1912 die Bibliografie der fremdsprachigen Literatur. Jahr für Jahr wuchs die Zahl der ausgewerteten Zeitschriften, um nahezu das gesamte Spektrum der veröffentlichen wissenschaftlichen Arbeiten dem Forscher und dem Studenten zugänglich zu machen. Dabei wurden spezifische Schlagwörter der einzelnen Disziplinen als Suchbegriffe verwendet.
Diese Bibliografien erschienen als Lieferungen und wurden zu Halbjahresregistern (A–Z) kumuliert. Eine Zeit lang verlegte Dietrich auch ein Verzeichnis von Aufsätzen aus deutschen Zeitungen der Jahre 1909 bis 1944. Die Kurzlebigkeit der Zeitungsbeiträge brachte nicht die erhoffte Verbreitung.
Trotz zahlreicher elektronischer Datenbanken für unterschiedliche Wissenschaftsbereiche im WorldWideWeb erscheinen diese Bibliografien auch heute noch gedruckt auf Papier.
1904 bis 1920 veröffentlichte Dietrich die Schriftenreihe Kultur und Fortschritt mit insgesamt 560 Titeln für den Vierten Stand zu einem niedrigen Ladenpreis, womit er den Lesern Aufklärung und Bildung zu vermitteln suchte. 175 Autoren, Ärzte, Historiker und Sozialpolitiker, Frauenrechtlerinnen, angeführt von Werner Sombart, führender Kopf der Volkswirtschaftslehre, fanden hier ein Forum, indem sie sich für die Rechte der Arbeiterinnen thematisch einsetzten. Der niedrige Preis der Broschüren ermöglichte die weite Verbreitung. In den ersten vier Jahren wurden 200.000 Stück abgesetzt. Viele Titel erreichten jeweils 10.000 Käufer, einer 50.000. Zur Verbreitung dieser Gedanken trugen die Arbeiter- und Volksbildungsvereine bei. Insgesamt wurden von 1904 bis 1915 eine halbe Million Hefte verkauft.

## Publikationen

### Bibliographien
- Reihe A.  Bibliographie der deutschen Zeitschriftenliteratur für die Jahre 1896–1964 (Bde. 1–128). Herausgeber: Felix Dietrich (bis 1938), Reinhard Dietrich (bis 1965). Nachträge für die Erscheinungszeiträume 1861–1896 (Ergänzungsbände 1–20).
- Reihe A. N.F., seither als IBZ Internationale Bibliographie der Zeitschriftenliteratur aus allen Gebieten des Wissens. 1965 ff. (Bde. 1 ff.). Herausgeber: Otto und Wolfram Zeller.
- Reihe B.  Bibliographie der fremdsprachigen Zeitschriftenliteratur. 1911–1925  (Bd. 1–22). N.F. 1925/26–1964 (Bd. 1–51). Ab Bd. 52 (1965) Herausgeber: Otto und Wolfram Zeller.
- Reihe C.  Bibliographie der deutschen Rezensionen mit Einschluß von Referaten und Selbstanzeigen. 1900–1911 (Bd. 1–13), danach neuer Titel: Bibliographie der Rezensionen. 1911–1943 (Bd. 14–77). Später als Internationale Bibliographie der Rezensionen wissenschaftlicher Literatur. 1971–1996 (Bd. 1–26). Herausgeber: Otto Zeller.
- Reihe D.  Monatliches Verzeichnis von Aufsätzen aus deutschen Zeitungen. 1908–1944 (Bd. 1–31), zeitweise als Halbmonatliches bzw. Wöchentliches Verzeichnis.

### SchriftenreiheKultur und Fortschritt
- Begründet und herausgegeben von Felix Dietrich im Jahr 1904 unter dem Titel Sozialer Fortschritt. Hefte und Flugschriften für Volkswirtschaft und Sozialpolitik. Ab Heft 101 (1907) bis Heft 560 (1920) unter neuem Titel fortgeführt: Kultur und Fortschritt. Neue Folge der Sammlung Sozialer Fortschritt. Hefte für Volkswirtschaft, Sozialpolitik, Frauenfrage, Rechtspflege und Kulturinteressen. (jedes Heft 15 Pfg. resp. 25 Pfg. Nr. 1–560 (1904–1920). Lieferung der Hefte ohne Kartonumschlag als Flugschrift: 50 Stück für 3 Mark und 100 Stück für 5 Mark).